# Conecta 4
Conecta 4 (también conocido como 4 en Línea en algunas versiones) es un juego de mesa para dos jugadores distribuido por Hasbro, en el que se introducen fichas en un tablero vertical con el objetivo de alinear cuatro consecutivas de un mismo color. Fue creado en 1974 por Ned Strongin y Howard Wexler para Milton Bradley Company.

## Reglas del juego
El objetivo de Conecta 4 es alinear cuatro fichas sobre un tablero formado por seis filas y siete columnas. Cada jugador dispone de 21 fichas de un color (por lo general, rojas o amarillas). Por turnos, los jugadores deben introducir una ficha en la columna que prefieran (siempre que no esté completa) y ésta caerá a la posición más baja. Gana la partida el primero que consiga alinear cuatro fichas consecutivas de un mismo color en horizontal, vertical o diagonal. Si todas las columnas están llenas pero nadie ha hecho una fila válida, hay empate.
Conecta 4 es un juego de estrategia abstracta donde los contrincantes disponen de información perfecta. Por norma general, el primer jugador tiene más posibilidades de ganar si introduce la primera ficha en la columna central. Si lo hace en las contiguas se puede forzar un empate, mientras que si la mete en las más alejadas del centro su rival puede vencerle con mayor facilidad.
Existe una versión de mesa y otra de viaje. Conecta 4 es una variante de Captain's Mistress, un juego de mecánica similar pero con bolas de madera en vez de fichas de plástico.

### Victoria
Gana el primer jugador que logre alinear 4 fichas de manera horizontal, vertical o diagonal.
Al igual que en otros juegos de estrategia la victoria puede verse pasos antes por lo cual puede ser declarada con antelacion si el rival al darse cuenta de que cualquier movimiento que se realice lleva al mismo resultado acepta su derrota.